# Pyritis kincaidii
Pyritis kincaidii är en tvåvingeart som först beskrevs av Daniel William Coquillett 1895.  Pyritis kincaidii ingår i släktet Pyritis och familjen blomflugor. Inga underarter finns listade i Catalogue of Life.